# Химна Новог Зеланда
Боже чувај Нови Зеланд је химна Новог Зеланда.

## Стихови на енглеском
-{God of nations at Thy feet, 

In the bonds of love we meet, 

Hear our voices, we entreat, 

God defend our free land. 

Guard Pacific's triple star, 

From the shafts of strife and war, 

Make her praises heard afar, 

God defend New Zealand.
Men of ev'ry creed and race, 

Gather here before Thy face, 

Asking Thee to bless this place, 

God defend our free land. 

From dissension, envy, hate, 

And corruption guard our State, 

Make our country good and great, 

God defend New Zealand.
Peace, not war, shall be our boast 

But, should foes assail our coast, 

Make us then a mighty host, 

God defend our free land. 

Lord of battles, in Thy might, 

Put our enemies to flight, 

Let our cause be just and right, 

God defend New Zealand.
Let our love for Thee increase, 

May Thy blessings never cease, 

Give us plenty, give us peace, 

God defend our free land. 

From dishonour and from shame, 

Guard our country's spotless name, 

Crown her with immortal fame, 

God defend New Zealand.
May our mountains ever be, 

Freedom's ramparts on the sea, 

Make us faithful unto thee, 

God defend our free land. 

Guide her in the nations' van, 

Preaching love and truth to man, 

Working out Thy Glorious plan, 

God defend New Zealand.}-

## Стихови на маорском
-{E Ihowā Atua,

O ngā iwi mātou rā

Āta whakarongona;

Me aroha noa

Kia hua ko te pai;

Kia tau tō atawhai;

Manaakitia mai

Aotearoa
Ōna mano tāngata

Kiri whero, kiri mā,

Iwi Māori Pākehā,

Rūpeke katoa,

Nei ka tono ko ngā hē

Māu e whakaahu kē,

Kia ora mārire

Aotearoa
Tōna mana kia tū!

Tōna kaha kia ū;

Tōna rongo hei pakū

Ki te ao katoa

Aua rawa ngā whawhai

Ngā tutū a tata mai;

Kia tupu nui ai

Aotearoa
Waiho tona takiwā

Ko te ao mārama;

Kia whiti tōna rā

Taiāwhio noa.

Ko te hae me te ngangau

Meinga kia kore kau;

Waiho i te rongo mau

Aotearoa
Tōna pai me toitū

Tika rawa, pono pū;

Tōna noho, tana tū;

Iwi nō Ihowā.

Kaua mōna whakamā;

Kia hau te ingoa;

Kia tū hei tauira;
}-